# Inge Appelt
Inge Appelt (Osijek, 1. siječnja 1943.), hrvatska je kazališna, televizijska i filmska glumica.

## Životopis
Osnovnu i srednju školu završila je u Osijeku, a potom u Zagrebu upisuje Akademiju za kazališnu umjetnost, gdje 1966. diplomira u klasi Georgija Para. Od 1. listopada 1966. članica je ansambla Zagrebačkog dramskog kazališta (danas GDK Gavella). 
U svom matičnom teatru debitira ulogom Marianne u Molierovu Škrcu, u režiji Božidara Violića. Slijede brojne nezaboravne uloge u predstavama kao što su Ibsenov Neprijatelj naroda i Kuća lutaka, Zločin i kazna F. M. Dostojevskog, Brechtov Život Galilejev i Majka Courage,  Krležino Kraljevo, Večeras improviziramo Luigija Pirandella, Shakespeareov Macbeth, San Ivanjske noći i Kralj Lear, Čehovljevi Ivanov i Tri sestre, Begovićev Pustolov pred vratima, Marinkovićeva Glorija, Williamsova Mačka na vrućem limenom krovu...
Posebno je važna njena suradnja s kazališnom družinom KPGT. Prva predstava kojom se KPGT predstavio publici, bila je Oslobođenje Skoplja Dušana Jovanovića u režiji Ljubiša Ristića, s njom i Radom Šerbedžijom u glavnim ulogama. Predstava je premijerno izvedena na Gornjem Gradu u Zagrebu, u lipnju 1978. Zadnji put je igrana u Lenjingradu, u lipnju 1991. Predstava je izvedena 800 puta, od čega 36 puta na turneji u Australiji, 78 puta na turneji po Americi i preko 30 puta u raznim gradovima Europe i Meksika. Ta predstava bila je s jedne strane dočekana kao veliki kazališni novum i pozitivni eksperiment (glazba sastava Leb i sol, glumci naturšćici- zagrebački odvjetnik Vladimir Rubčić), no neki su imali i velike ograde od toga, zbog njezinog prekomjernog bratstva i jedinstva (malo srpski, malo hrvatski, malo makedonski, malo slovenski, malo albanski,). U svakom slučaju predstava je podigla dosta prašine, i pokupala brojne nagrade (pet nagrada na Sterjinom pozorištu, OBBIE New York).
U matičnom teatru najuspješnije predstave u kojima je glumila bile su Kraljevo Miroslava Krleže u režiji Dine Radojevića, kultna predstava hrvatskog kazališta sa 173 izvedbe. Također je uspješna bila predstava Priče iz Bečke šume (Ödön von Horváth) u režiji Koste Spaića sa 101 izvedbom. Glumila je i u jednoj od najuspješnijih predstava novije povijesti GDK Gavella, predstavi Mjesec dana na selu I.S. Turgenjeva, u režiji Paola Magellia, a koja je neprekidno na repertoaru kazališta bila od 1998. do 2011. godine, te je u tom razdoblju odigrana 135 puta. 
Surađivala je s brojnim redateljima, među kojima su i Kosta Spaić, Joško Juvančić, Georgij Paro, Dino Radojević, Vanča Kljaković, Tomislav Radić, Miro Međimorec, Vladimir Gerić, Želimir Mesarić, Ivica Kunčević, Marin Carić, Petar Veček i već spomenuti Paolo Magelli. Igrala je i u predstavama Teatra &TD, Kazalištu Kerempuh, na Dubrovačkim ljetnim igrama i na Splitskom ljetu.
Jedna je od najomiljenijih hrvatskih filmskih glumica, te ju je u velikoj anketi filmskih profesionalaca i kritičara provedenoj 2005. godine hrvatski filmski časopis Hollywood svrstao u 20 najboljih hrvatskih filmskih glumica svih vremena. Glumila je u trideset dugometražnih filmova, među kojima svakako valja spomenuti filmove Ljubav i poneka psovka, U gori raste zelen bor, Maršal i Fine mrtve djevojke. Često glumi i na televiziji i to u vrlo popularnim televizijskim serijalima kao što su Kapelski kresovi i Dirigenti i muzikaši. Tu je i tridesetak TV drama, sedamdesetak radijskih drama, kao i tri TV opere. 
Za svoj je glumački rad dvaput nagrađena na Susretima kazališta Hrvatske (za uloge Avdotje Nazarovne u Čehovljevom Ivanovu te Lence u Jovanovićevom Oslobođenju Skoplja), a dobila je i nagrade na Gavellinim večerima (za Mašu u Tri sestre A.P. Čehova) i na Sterijinom pozorju (također za Lence u Oslobođenju Skoplja).

## Filmografija

### Televizijske uloge
- "Stipe u gostima" kao Ljubica (2014.)
- "Odmori se, zaslužio si" kao Grozdanka (2013.)
- "Policijske priče" (2011.)
- "Dome, slatki dome" kao Marta Kralj (2010.)
- "Sve će biti dobro" kao Katica (2009.)
- "Bibin svijet" kao gđa. Hrković (2007. – 2008.)
- "Tužni bogataš" kao Marica (2008.)
- "Cimmer fraj" kao Luce (2006.)
- "Odmori se, zaslužio si" kao Kosjenka (2006.)
- "Žutokljunac" kao Hildegard Majnhauzen (2005.)
- "Bitange i princeze" kao gazdarica (2005.)
- "Naša mala klinika" kao Sibila Smežuranić (2004.)
- "Zlatni vrč" kao Ljubica Hita (2004.)
- "Novo doba" kao šjora Tonka (2002.)
- "Obećana zemlja" (2002.)
- "Dirigenti i mužikaši" kao Polona (1991.)
- "Tuđinac" (1990.)
- "Ptice nebeske" (1989.)
- "Nepokoreni grad" kao Budakova supruga (1982.)
- "Velo misto" (1981.)
- "Punom parom" kao novinarka (1980.)
- "Kapelski kresovi" kao Mara Luksina (1974.)
- "Sam čovjek" kao Valentinova maćeha (1970.)
- "Maratonci" (1968.)
- "Kad je mač krojio pravdu" (1967.)

### Filmske uloge
- "Ribanje i ribarsko prigovaranje" kao Luce(2019.)
- "Visoka modna napetost" kao Tonka Lombarda (2013.)
- "Svećenikova djeca" kao strina (2013.)
- "Zagrebačke priče vol. 2" (2012.)
- "Cvjetni trg" (2012.)
- "Duh babe Ilonke" kao Uršula (2011.)
- "Bella Biondina" kao Tereza (2011.)
- "Čovjek ispod stola" kao Anka Fofonjka (2009.)
- "Zagrebačke priče" (2009.)
- "Nije kraj" kao Marija/Žaklina (2008.)
- "Pusti me da spavam" kao susjeda (2007.)
- "Mrtvi kutovi" kao prolaznica (2005.)
- "Snivaj zlato moje" kao žena iz kvarta (2005.)
- "Pod vedrim nebom" kao Martinova majka (2005.)
- "Sto minuta Slave" kao suputnica (2004.)
- "Duga mračna noć" kao Bartolova majka (2004.)
- "Doktor ludosti" kao čistačica (2003.)
- "Fine mrtve djevojke" kao gazdarica Olga (2002.)
- "Holding" kao voditeljica zbora (2001.)
- "Ante se vraća kući" kao gospođa #1 (2001.)
- "Nebo, sateliti" kao doktorica (2000.)
- "Sami" (2001.)
- "Crna kronika ili dan žena" kao susjeda #1 (2000.)
- "Maršal" kao Mare (1999.)
- "Tri muškarca Melite Žganjer" kao medicinska sestra (1998.)
- "Novogodišnja pljačka" kao blagajnica NAMA-e (1997.)
- "Rusko meso" kao Lili (1997.)
- "Prepoznavanje" kao Milka (1996.)
- "Putovanje tamnom polutkom" (1995.)
- "Anđele moj dragi" (1995.)
- "Posebna vožnja" (1995.)
- "Zlatne godine" kao Sunčanina teta (1992.)
- "Stela" kao Anina majka (1990.)
- "Leo i Brigita" kao Zlatkova udovica (1989.)
- "Kako preživjeti do prvog" (1986.)
- "Transylvania 6-5000" kao madam Morovia (1985.)
- "Ambasador" kao Ana (1984.)
- "Uzbuna" (1983.)
- "Ucjena" (1982.)
- "Kraljevo" (1981.)
- "Poglavlje iz života Augusta Šenoe" (1981.)
- "Tomo Bakran" (1978.)
- "Ne naginji se van" (1977.)
- "Teret dokaza" (1972.)
- "Okreni leđa vjetru" (1972.)
- "U gori raste zelen bor" kao Mara (1971.)
- "Družba Pere Kvržice" kao Perova majka (1970.)
- "Sam čovjek" (1970.)
- "Ljubav i poneka psovka" kao Matina žena (1969.)
- "Tvrdica" (1967.)

## Vanjske poveznice
- Inge Appelt u internetskoj bazi filmova IMDb-u (engl.)